# Zeven
 (septembre 2018).
Si vous disposez d'ouvrages ou d'articles de référence ou si vous connaissez des sites web de qualité traitant du thème abordé ici, merci de compléter l'article en donnant les références utiles à sa vérifiabilité et en les liant à la section « Notes et références ».
Zeven est une ville dans l'arrondissement de Rotenburg, en Basse-Saxe, en Allemagne.

## Géographie
Zeven se situe au centre du triangle formé par les villes de Brême, Hambourg et Bremerhaven.

## Histoire
Zeven a été mentionnée pour la première fois dans un document officiel en 986 sous le nom de kivinan à Heeslingen.